# Batalla de Ctesifonte (363)
La Batalla de Ctesifonte (parto y pahlevi: Tyspwn o Tisfun, persa: تيسفون, se la conoce en árabe como Al-Madáin المدائن) es el nombre de la batalla que tuvo lugar el 29 de mayo de 363 en las afueras de la capital persa, Ctesifonte, entre los ejércitos del Imperio romano comandadas por su Dominus et Imperator Flavio Claudio Juliano el Apóstata y las del Imperio persa dirigidas por el general Merena.
Aunque el choque en sí acabó con la victoria sobre el campo de batalla de las fuerzas romanas, la muerte del emperador Juliano y la lejanía de las líneas de suministro romanas supuso la victoria estratégica persa.

## Antecedentes

### Roma
El 3 de noviembre de 361, el Dominus et Imperator Constancio II murió en Tarso. Enterado Juliano de la noticia en Niš, se proclamó heredero de Constancio II, difundiendo que le había designado sucesor en su lecho de muerte, adoptando los títulos de Victor ac triumphator perpetuus semper augustus. Así legitimó su poder, y honró la memoria del difunto supervisando sus funerales ganó la pronta aceptación de la nobleza y el ejército de las provincias orientales.
Además recién llegado al trono, impulsó una serie de comisiones de investigación – los llamados Juicios de Calcedonia – que purgaron el aparato burocrático, trayendo al primer plano a la aristocracia militar, su principal apoyo. Sin embargo, su postura religiosa, si no anticristiana contra la exclusividad de la misma, fue detrayéndole apoyos, siendo uno de los factores que llevaron a desarrollar una nueva campaña militar contra los persas.

### Persia
En 337, poco antes de la muerte de Constantino I el Grande, el  Šāhḫānšāh Šapūr II El Grande había roto la Paz  de 297, iniciando la primera fase de las Guerras de Sapor, entre 337 y 350.
La segunda fase, arranca en 358, cuando Šapūr II vence a los nómadas quionitas del jan o Ḫān Grumbates y los integra en sus tropas antes de dirigirse contra el Imperio romano. 
En 359, los persas tomaron Amida y Singara, ocupando otras plazas a lo largo del 360, con lo que controlaba las fuentes del Tigris y los pasos hacia Asia Minor romana, haciendo precisa una respuesta romana.

## La Campaña de Julianoel Apóstata

### Preparativos
En 362, Juliano el Apóstata transfiere la capital a Antiocheia, que será la base de la nueva guerra contara los persas. Finalmente, el 5 de marzo de 363, Juliano parte al frente de 90.000 soldados, acompañado por Hormisdas, hermano de Šapūr II, refugiado en Constantinopla desde el 324.

### El planteamiento de la campaña
El planteamiento estratégico de Juliano era evitar una guerra de desgaste que suponía que favorecería a los persas. Por ello, preparó una expedición contra la capital persa, buscando un golpe definitivo.
La respuesta persa fue la agrupar a las tropas de élite persas (los spah) en Ctesifonte, mientras ordenaba a los gobernadores aplicar una política de tierra de quemada.
En su acercamiento a la capital, siguiendo el curso del Éufrates, Juliano, despachó en Carrhae un cuerpo de 18.000 a 30.000 hombres bajo el mando de  Procopius en apoyo de Aršak de Armenia y para abrir un segundo frente avanzando desde el Norte.
Juliano entró en territorio persa en abril y avanzó rápidamente, y, después de choques y asedios menores y tomar Seleucia del Tigris, el 29 de mayo de 363 arribaba ante Ctesifonte.

### La batalla
.

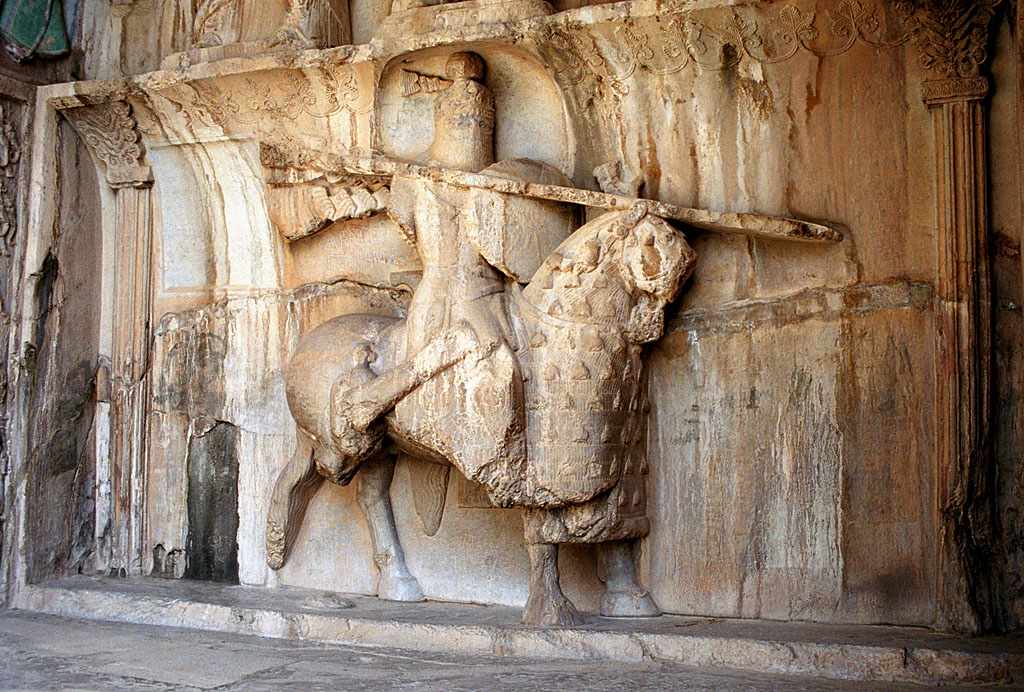
Relieve de un kataphraktós a la carga representado en Taq e-Bostan.

Las tropas persas, bajo el mando del Mariscal de Campo Merena, formaron ante las murallas de Ctesifonte, ubicando a los Savaran – integrada por los  kataphraktós, caballería acorazada – en el centro y a los Klibanophoroi – caballería pesada– en las alas, apoyados en la retaguardia por elefantes de guerra e infantería.
A pesar de los temores de sus subordinados, Juliano decidió avanzar, formando sus 60.000 hombres en forma de media luna y cruzando el Tigris. El rápido avance de las alas romanas acabó con en victoria, con 70 escasas bajas, frente a las 2.500 de los persas.

### Muerte de Juliano
Ante la retirada de Šapūr II, Juliano aboga por iniciar la persecución, adentrándose en el Imperio sasánida, pero la oposición de su Estado Mayor – que señalan la baja moral del Ejército, la extensión de enfermedades y la escasez de provisiones y posibilidaes de buscar alimento –  y la tardanza de las tropas enviadas con Procopio, le fuerzan a retroceder siguiendo el curso del Tigris, emprendiendo la marcha el 16 de junio de 363.
Sin embargo, el 26 de junio de 363, las tropas romanas son sorprendidas en Sumere, donde Juliano encontraría la muerte, según algunas fuentes a manos de sus propios soldados cristianos.

### Retirada romana
Después de la muerte del Juliano, el Ejército elige a Flavius Claudius Jovianus, el cual procede a una rápida firma con Šapūr II de un Tratado de Paz, por el cual cede las cinco provincias romanas al este del Tigris, una serie de fortalezas y el abandono de sus aliados armenios a cambio de poder retirar sus tropas sin contratiempos.